# Абрамян, Генрик Аргамович
Генрик Аргамович Абрамян (арм. Հենրիկ Արգամի Աբրահամյան; род. 26 июня 1954, Мхчян, Арташатский район) — армянский политический и государственный деятель, старший брат Овика Абрамяна.

## Биография
В 1995 году окончил Ереванский экономико-юридический университет, в 2002 году — Академию государственного управления Армении. Экономист.
- 1975—1976 — работал старшим электриком на Мхчянской водонасосной станции.
- 1976—1982 — бригадир на Араратской помповой станции.
- 1982—1991 — бригадир на Мхчянской станции «АвтоВАЗ», в 1991—1995 — директор той же станции.
- 1995 — заместитель директора Арташатского винного завода, в 1995—1999 — директор Арташатского винного завода.
- 1999—2003 — был депутатом парламента Армении. Член постоянной комиссии по государственно-правовым вопросам.
- 2003—2007 — депутат парламента. Член постоянной комиссии по государственно-правовым вопросам. Член РПА.
- 12 мая 2007 — вновь избран депутатом парламента[1]. Член РПА.
- июнь 2008 — сложил депутатские полномочия[2].